# Hypsipetes rufigularis
Hypsipetes rufigularis là một loài chim trong họ Pycnonotidae.